# Space Ranger (SCANDAL單曲)
《Space Ranger》（日语：スペースレンジャー）是日本女子樂隊SCANDAL的第1張獨立音樂單曲。

## 概要
獨立製作出道單曲。TOWER RECORDS限定發售1000張。

## 收錄曲
1. スペースレンジャー
作詞：HARUNA・TOMOMI　作曲：下畑良介　編曲：下畑良介・MASTERWORKS